# エイドリアン・キング
エイドリアン・キング（Adrienne King,  1960年7月21日 - ）は、アメリカ合衆国の女優、声優である。

## 来歴
1960年、ニューヨーク州ロングアイランドに生まれる。生後6か月でコマーシャルへ出演し、5歳のときにはテレビ映画『Inherit the Wind』へ出演してキャリアをスタートさせた。ロイヤル・アカデミー・オブ・アーツでダンスと声楽を学び、オフ・ブロードウェイ舞台などへも出演して役者経験を重ねた。
特に名が知られるようになったのは、1980年に公開されたスプラッターホラー映画『13日の金曜日』で、同作品のヒロイン・アリスを演じた。同作品は興行成績的にも成功を収めたが、キングはこれをきっかけに狂信的なストーカーに狙われ始め、ついには命の危険まで感じるようになってしまったため、続編の『13日の金曜日 PART2』では冒頭で殺されるという設定にしてもらい、これを以って女優業を一時的に引退した。
その後は表立った女優活動はせず、1990年代はさまざまな映画のアテレコ声優として活動し、ノンクレジットながらもジョニー・デップ主演の『ギルバート・グレイプ』やレオナルド・ディカプリオの出世作『タイタニック』などへ参加している。
その後、2010年代に入ってからは再び女優活動を再開し、いくつかの作品へ出演している。

## 出演作品

### 映画
- Inherit the Wind (1965) ※テレビ映画
- Between the Lines (1977)
- サタデー・ナイト・フィーバー Saturday Night Fever (1977) ※ノークレジット
- ヘアー Hair (1979) ※ノークレジット
- 13日の金曜日 Friday the 13th (1980)
- 13日の金曜日 PART2 Friday the 13th Part 2 (1981)
- ザ・スキャナー・ウォーズ Psychic Experiment (2010)
- Back to the Lake 2 (2011)
- The Innocent (2011)
- バタフライ ルーム The Butterfly Room (2012)
- Gabby's Wish (2012)
- Silent Night, Bloody Night: The Homecoming (2013) 声の出演

### アテレコ参加作品
- ロマンスに部屋貸します The Night We Never Met (1993)
- 顔のない天使 The Man Without a Face (1993)
- 危険な遊び The Good Son (1993)
- ギルバート・グレイプ What's Eating Gilbert Grape (1993)
- ペリカン文書 The Pelican Brief (1993)
- フィラデルフィア Philadelphia (1993)
- ウルフ Wolf (1994)
- あなたが寝てる間に… While You Were Sleeping (1995)
- ザ・エージェント Jerry Maguire (1996)
- タイタニック Titanic (1997)
- マウス・ハント Mousehunt (1997)
- あの頃ペニー・レインと Almost Famous (2000)

## 参照
1. 1 2 3  “Adrienne King Biography”. 2014年8月26日閲覧。
2. ↑  http://www.imdb.com/title/tt0082418/trivia?tab=tr&item=tr0776303
3. ↑  http://www.imdb.com/title/tt0082418/trivia?tab=tr&item=tr0776279
4. ↑  http://www.imdb.com/name/nm0454415/bio#trivia
5. ↑  『13日の金曜日』ジェイソンに本当に「殺された」女優がいた (2014年1月12日) - エキサイトニュース